# CS Mioveni
CS Mioveni – rumuński klub piłkarski, mający siedzibę w mieście Mioveni, leżącym w okręgu Argeș.

## Historia
W 2000 roku został utworzony klub, który otrzymał nazwę Asociația Sportivă Mioveni i debiutował w czwartej lidze. W następnym roku połączył się z klubem Dacia Pitești, dzięki czemu pod nazwą AS Dacia Mioveni startował w trzeciej lidze. W 2002 klub przyjął obecną nazwę CS Dacia Mioveni i awansował do drugiej ligi. W 2007 klub zajął drugie miejsce w lidze i zdobył awans do pierwszej ligi, ale nie utrzymał się w niej. W 2008 klub pierwszy raz w historii dotarł do półfinału Pucharu Rumunii. W sezonie 2010/2011 klub awansował do Liga I.
Największy sukces zespołu to 16. miejsce w pierwszej lidze w 2008. Jeden raz zespół zdobył wicemistrzostwo drugiej ligi.

## Reprezentanci kraju grający w klubie
- Constantin Barbu
- Gabriel Enache
- Răzvan Stanca
- Bogdan Stancu
- Cristian Tănase
- Sorin Trofin

## Znani piłkarze
Nicolae Dică